# 1439
Il 1439 (MCDXXXIX in numeri romani) è un anno  del XV secolo.

## Eventi
- 15-27 gennaio: il Concilio di Ferrara si trasferisce a Firenze.
- Johannes Gutenberg sviluppa la stampa a caratteri mobili a Magonza.
- 4 maggio: nella battaglia di Grotniki, in Polonia, il movimento hussita viene sconfitto.
- 24 giugno: Sigismondo d'Asburgo, alla morte del padre Federico IV, diventa duca del Tirolo.
- 25 giugno: il concilio di Basilea, in opposizione al Concilio di Ferrara-Firenze, dichiara deposto papa Eugenio IV.
- 6 luglio: al concilio di Firenze il papa Eugenio IV si accorda con Giovanni VIII Paleologo per sancire l'unione della Chiesa di Roma con la Chiesa di Costantinopoli.
- 24 agosto: Renato d'Angiò conquista Castelnuovo di Napoli agli aragonesi.
- 8 settembre: il cardinale Giovanni Vitelleschi conquista Foligno, ponendo fine alla signoria dei Trinci.
- 29 settembre: Eric di Pomerania, re di Svezia, Danimarca e Norvegia è dichiarato deposto in Svezia.
- 30 ottobre: al concilio di basilea Amedeo VIII di Savoia è eletto papa (Felice V) in opposizione a Eugenio IV; è l'ultimo antipapa della storia.
- 2 novembre: Il Grande decreto è adottato dagli Stati Generali francesi. Questa misura garantisce al re il diritto esclusivo di aumentare le truppe e stabilisce la misura fiscale noto come la taglia a sostegno di un esercito permanente.

## Nati
- 23 febbraio - Gaspare de' Trimbocchi, umanista italiano
- 3 marzo - Ashikaga Yoshimi, militare giapponese († 1491)
- 20 marzo - Giovanna d'Aviz, principessa portoghese († 1475)
- 3 aprile - Ludovico II di Württemberg-Urach, conte tedesco († 1457)
- 29 maggio - Papa Pio III, papa, vescovo cattolico e cardinale italiano († 1503)
- 18 luglio - Giovanni V di Sassonia-Lauenburg, duca († 1507)
- 26 luglio - Sigismondo di Baviera, nobile tedesco († 1501)
- 10 agosto - Anna di York, nobile († 1476)
- 31 agosto - Naldo Naldi, umanista e poeta italiano († 1513)
- 26 ottobre - Giovanni de' Pazzi, nobile italiano († 1481)
- Jacopo III Appiano, nobile italiano († 1474)
- Bernardino da Feltre, presbitero e francescano italiano († 1494)
- Giovan Battista Bracciolini, religioso e storico italiano († 1470)
- Giovanni VI di Meclemburgo, duca tedesco († 1474)
- Vuk Grgurević, sovrano serbo († 1485)
- Hua Sui, inventore e tipografo cinese († 1513)
- Carlo II Manfredi, nobile († 1484)
- Francesco di Giorgio Martini, architetto, teorico dell'architettura e pittore italiano († 1501)
- Cosimo Rosselli, pittore italiano († 1507)
- Domenico Rosselli, scultore italiano
- Margherita di Savoia, nobile († 1483)
- Giovanna Scopelli, religiosa italiana († 1491)
- Antonio Maria da Milano, architetto italiano († 1511)
- Alvaro di Braganza, nobile e politico portoghese († 1504)
- Ottone V di Brunswick-Lüneburg, nobile tedesco († 1471)
- Elisabetta di Nevers, nobile francese († 1483)

## Morti
- 4 febbraio - Antonio Casini, cardinale e vescovo cattolico italiano
- 12 aprile - Giovanni I di Slesia, nobile polacco (n. 1385)
- 30 aprile - Richard de Beauchamp, XIII conte di Warwick, militare e politico inglese (n. 1382)
- 10 giugno - Giuseppe II di Costantinopoli, arcivescovo ortodosso bizantino
- 24 giugno - Federico IV d'Asburgo, nobile (n. 1382)
- 7 luglio - Margherita Gonzaga, nobile (n. 1418)
- 16 luglio - Alberto Guttuario, vescovo cattolico italiano
- 12 ottobre - Anglesia Visconti, principessa italiana (n. 1377)
- 21 ottobre - Ambrogio Traversari, presbitero, teologo e umanista italiano (n. 1386)
- 27 ottobre - Alberto II d'Asburgo, sovrano (n. 1397)
- 29 ottobre - Antoine de Vergy, militare francese (n. 1375)
- 15 novembre - Jacopo Caldora, nobile e condottiero italiano (n. 1369)
- 18 novembre - Anna di Veldenz, contessa tedesca
- 2 dicembre - Ibn al-Jazari, giurista, teologo e storico arabo (n. 1350)
- 4 dicembre - Giorgio Corner, politico e militare italiano (n. 1374)
- 17 dicembre - Maria Comnena, imperatrice bizantina (n. 1404)
- 31 dicembre - Margaret Holland, nobile inglese (n. 1385)
- Ugo Benci, medico italiano
- Shō Hashi, re giapponese (n. 1371)
- Jacobello del Fiore, pittore italiano
- Koca Mehmed Nizamüddin Pascià, politico ottomano
- Olivuccio di Ciccarello, pittore italiano
- Ludovico Pontano, giurista italiano (n. 1409)
- Pierre de Rieux, militare francese (n. 1389)
- Tebaldo Sessi, vescovo cattolico e giurista italiano (n. 1372)
- Claus de Werve, scultore olandese
- Marco da Teramo, vescovo cattolico italiano
- Ludovico di Teck, patriarca cattolico tedesco

## Calendario
| Calendario 1439 | Calendario 1439 | Calendario 1439 | Calendario 1439 | Calendario 1439 | Calendario 1439 | Calendario 1439 | Calendario 1439 | Calendario 1439 | Calendario 1439 | Calendario 1439 | Calendario 1439 | Calendario 1439 | Calendario 1439 | Calendario 1439 | Calendario 1439 | Calendario 1439 | Calendario 1439 | Calendario 1439 | Calendario 1439 | Calendario 1439 | Calendario 1439 | Calendario 1439 | Calendario 1439 | Calendario 1439 | Calendario 1439 | Calendario 1439 | Calendario 1439 | Calendario 1439 | Calendario 1439 | Calendario 1439 | Calendario 1439 | Calendario 1439 |
| --------------- | --------------- | --------------- | --------------- | --------------- | --------------- | --------------- | --------------- | --------------- | --------------- | --------------- | --------------- | --------------- | --------------- | --------------- | --------------- | --------------- | --------------- | --------------- | --------------- | --------------- | --------------- | --------------- | --------------- | --------------- | --------------- | --------------- | --------------- | --------------- | --------------- | --------------- | --------------- | --------------- |
|                 | 1               | 2               | 3               | 4               | 5               | 6               | 7               | 8               | 9               | 10              | 11              | 12              | 13              | 14              | 15              | 16              | 17              | 18              | 19              | 20              | 21              | 22              | 23              | 24              | 25              | 26              | 27              | 28              | 29              | 30              | 31              |                 |
| Gennaio         | Gi              | Ve              | Sa              | Do              | Lu              | Ma              | Me              | Gi              | Ve              | Sa              | Do              | Lu              | Ma              | Me              | Gi              | Ve              | Sa              | Do              | Lu              | Ma              | Me              | Gi              | Ve              | Sa              | Do              | Lu              | Ma              | Me              | Gi              | Ve              | Sa              |                 |
| Febbraio        | Do              | Lu              | Ma              | Me              | Gi              | Ve              | Sa              | Do              | Lu              | Ma              | Me              | Gi              | Ve              | Sa              | Do              | Lu              | Ma              | Me              | Gi              | Ve              | Sa              | Do              | Lu              | Ma              | Me              | Gi              | Ve              | Sa              |                 |                 |                 |                 |
| Marzo           | Do              | Lu              | Ma              | Me              | Gi              | Ve              | Sa              | Do              | Lu              | Ma              | Me              | Gi              | Ve              | Sa              | Do              | Lu              | Ma              | Me              | Gi              | Ve              | Sa              | Do              | Lu              | Ma              | Me              | Gi              | Ve              | Sa              | Do              | Lu              | Ma              |                 |
| Aprile          | Me              | Gi              | Ve              | Sa              | Do              | Lu              | Ma              | Me              | Gi              | Ve              | Sa              | Do              | Lu              | Ma              | Me              | Gi              | Ve              | Sa              | Do              | Lu              | Ma              | Me              | Gi              | Ve              | Sa              | Do              | Lu              | Ma              | Me              | Gi              |                 |                 |
| Maggio          | Ve              | Sa              | Do              | Lu              | Ma              | Me              | Gi              | Ve              | Sa              | Do              | Lu              | Ma              | Me              | Gi              | Ve              | Sa              | Do              | Lu              | Ma              | Me              | Gi              | Ve              | Sa              | Do              | Lu              | Ma              | Me              | Gi              | Ve              | Sa              | Do              |                 |
| Giugno          | Lu              | Ma              | Me              | Gi              | Ve              | Sa              | Do              | Lu              | Ma              | Me              | Gi              | Ve              | Sa              | Do              | Lu              | Ma              | Me              | Gi              | Ve              | Sa              | Do              | Lu              | Ma              | Me              | Gi              | Ve              | Sa              | Do              | Lu              | Ma              |                 |                 |
| Luglio          | Me              | Gi              | Ve              | Sa              | Do              | Lu              | Ma              | Me              | Gi              | Ve              | Sa              | Do              | Lu              | Ma              | Me              | Gi              | Ve              | Sa              | Do              | Lu              | Ma              | Me              | Gi              | Ve              | Sa              | Do              | Lu              | Ma              | Me              | Gi              | Ve              |                 |
| Agosto          | Sa              | Do              | Lu              | Ma              | Me              | Gi              | Ve              | Sa              | Do              | Lu              | Ma              | Me              | Gi              | Ve              | Sa              | Do              | Lu              | Ma              | Me              | Gi              | Ve              | Sa              | Do              | Lu              | Ma              | Me              | Gi              | Ve              | Sa              | Do              | Lu              |                 |
| Settembre       | Ma              | Me              | Gi              | Ve              | Sa              | Do              | Lu              | Ma              | Me              | Gi              | Ve              | Sa              | Do              | Lu              | Ma              | Me              | Gi              | Ve              | Sa              | Do              | Lu              | Ma              | Me              | Gi              | Ve              | Sa              | Do              | Lu              | Ma              | Me              |                 |                 |
| Ottobre         | Gi              | Ve              | Sa              | Do              | Lu              | Ma              | Me              | Gi              | Ve              | Sa              | Do              | Lu              | Ma              | Me              | Gi              | Ve              | Sa              | Do              | Lu              | Ma              | Me              | Gi              | Ve              | Sa              | Do              | Lu              | Ma              | Me              | Gi              | Ve              | Sa              |                 |
| Novembre        | Do              | Lu              | Ma              | Me              | Gi              | Ve              | Sa              | Do              | Lu              | Ma              | Me              | Gi              | Ve              | Sa              | Do              | Lu              | Ma              | Me              | Gi              | Ve              | Sa              | Do              | Lu              | Ma              | Me              | Gi              | Ve              | Sa              | Do              | Lu              |                 |                 |
| Dicembre        | Ma              | Me              | Gi              | Ve              | Sa              | Do              | Lu              | Ma              | Me              | Gi              | Ve              | Sa              | Do              | Lu              | Ma              | Me              | Gi              | Ve              | Sa              | Do              | Lu              | Ma              | Me              | Gi              | Ve              | Sa              | Do              | Lu              | Ma              | Me              | Gi              |                 |